# Monte Grier
Il Monte Grier (in lingua inglese: Mount Grier) è una prominente montagna antartica, alta 3.035 m, situata sul fianco orientale del Ghiacciaio Scott dove rappresenta la vetta più occidentale delle La Gorce Mountains, catena montuosa che fa parte dei Monti della Regina Maud, in Antartide. 
Fu scoperto nel dicembre 1934 dal gruppo comandato da Quin Blackburn, che faceva parte della seconda spedizione antartica dell'esploratore polare Richard Evelyn Byrd.
La denominazione fu assegnata dallo stesso Byrd in onore del dottor Garett Layton Grier (1867-1944), direttore dell'azienda odontotecnica L.D. Caulk Company di  Milford nel Delaware, che aveva contribuito alle forniture dentali per le spedizioni di Byrd nel 1928-30 e nel 1933-35.